# Das Zeichen des Zorro
Das Zeichen des Zorro (Originaltitel: The Mark of Zorro) ist ein US-amerikanischer Mantel-und-Degen-Film von Fred Niblo aus dem Jahr 1920.

## Handlung
Don Diego Vega ist ein reicher, freundlicher, jedoch offenbar schwächlicher und antriebsloser Edelmann. Nur sein stummer Diener Bernardo weiß, dass Don Diego als leidenschaftlicher Rächer mit schwarzer Maske gegen die Unterdrückung kämpft. Als mysteriöser Zorro wird er bald zum Schrecken der Soldaten: Der überlegene Fechter hinterlässt im Gesicht seiner Gegner eine Z-förmige Narbe.
Auf Geheiß seines strengen Vaters macht Don Diego der schönen Lolita Pulido den Hof. So sehr sich die durch den Gouverneur verarmte Adels-Familie über die Avancen des angesehenen Don Diego Vega freut, so groß ist Lolitas Enttäuschung über dessen Unmännlichkeit. Als kurze Zeit später Don Diego als leidenschaftlicher Zorro bei Lolita erscheint, erliegt sie bald seinem Charme und beginnt sich zu verlieben.
Auch der eitle und mächtige Captain Ramon stellt Lolita nach. Als er sie eines Nachts brutal bedrängt, eilt Zorro ihr zu Hilfe und besiegt Ramon mühelos beim Fechtkampf. Doch die Lage im Dorf eskaliert, als ein unschuldiger, alter Franziskaner durch den Richter wegen Betrugs und Verrats verurteilt wird. Nur der Vater Lolitas stellt sich couragiert der blutigen Auspeitschung entgegen. Der Gouverneur, wegen des Banditen Zorro persönlich angereist, lässt die ganze Familie wegen Hochverrats einsperren: Weil Zorro öfter in der Nähe der Pulidos gesichtet wurde, scheinen sie mit ihm unter einer Decke zu stecken.
Zorro ist es indes gelungen, die bisher oberflächlichen Caballeros des Ortes für seinen Kampf gegen die Unterdrückung zu begeistern. Gemeinsam befreien sie Lolita und ihre Eltern aus dem Gefängnis. Bevor Lolita vom Rettungstrupp in Sicherheit gebracht werden kann, wird sie durch Ramon entführt: Er fing eine geheime Botschaft ab und mischte sich maskiert unter die Befreier. Zorro, der sich zur Ablenkung vom Rettungstrupp eine wilde Verfolgungsjagd mit den Soldaten lieferte, kann Lolita aus den Fängen Ramons retten.
Mit Lolita flüchtet er in sein Haus. Sämtliche Soldaten mit Captain Ramon und dem Gouverneur stürmen und durchsuchen das Gebäude. Zorro stellt sich ihnen als schwächlicher Don Diego gegenüber. Die versteckte Lolita wird jedoch von den Soldaten entdeckt. Als Ramon Lolita und Don Diego wüst beleidigt, fordert ihn Don Diego ungewohnt zornig zum Gefecht. Er enttarnt sich als Zorro, indem er mit dem Degen ein großes „Z“ auf die Stirn von Captain Ramon ritzt.
Mit den Caballeros und schließlich auch den Soldaten hinter sich, fordert er den Gouverneur auf, abzudanken. Unter Jubel willigt dieser ein. Don Diego lässt seinen Degen ruhen und küsst Lolita mit der Leidenschaft eines Zorro.

## Hintergrund
Der Film entstand nach dem 1919 als Zeitschriftenroman erschienenen The Curse of Capistrano von Johnston McCulley.
Das Zeichen des Zorro ist der erste Abenteuer- und Kostümfilm mit Douglas Fairbanks in der Hauptrolle. Filme dieser Art machten ihn schnell zu einem Weltstar und zum populärsten Schauspieler seiner Zeit. Der Film hatte am 27. November 1920 in New York City seine Uraufführung. Es war der erste produzierte Film der Filmgesellschaft United Artists. Ein Jahr zuvor hatten Fairbanks, Charlie Chaplin, Mary Pickford und David Wark Griffith die Filmgesellschaft gegründet.

## Neuverfilmung
Der Film wurde zweimal neu verfilmt, das erste Mal 1940 als Im Zeichen des Zorro mit Tyrone Power als Zorro und das zweite Mal 1974 mit Frank Langella in der Titelrolle.
1998 gab es noch einen Film mit dem Zorro-Thema: Die Maske des Zorro (The Mask of Zorro) mit Anthony Hopkins und Antonio Banderas (Regie: Martin Campell). 2005 folgte eine Fortsetzung: Die Legende des Zorro (The Legend of Zorro) mit Antonio Banderas (Regie: Martin Campell).